# Dennis Sullivan
Dennis Parnell Sullivan (* 12. února 1941 Port Huron, Michigan, USA) je americký matematik, který se zabývá především topologií (algebraickou, jakož i geometrickou) a dynamickými systémy. Je nositelem několika vědeckých ocenění, v roce 2010 obdržel Wolfovu cenu za matematiku a v roce 2022 Abelovu cenu za průlomový přínos topologii.